# 신베이시립 시즈 국민중학

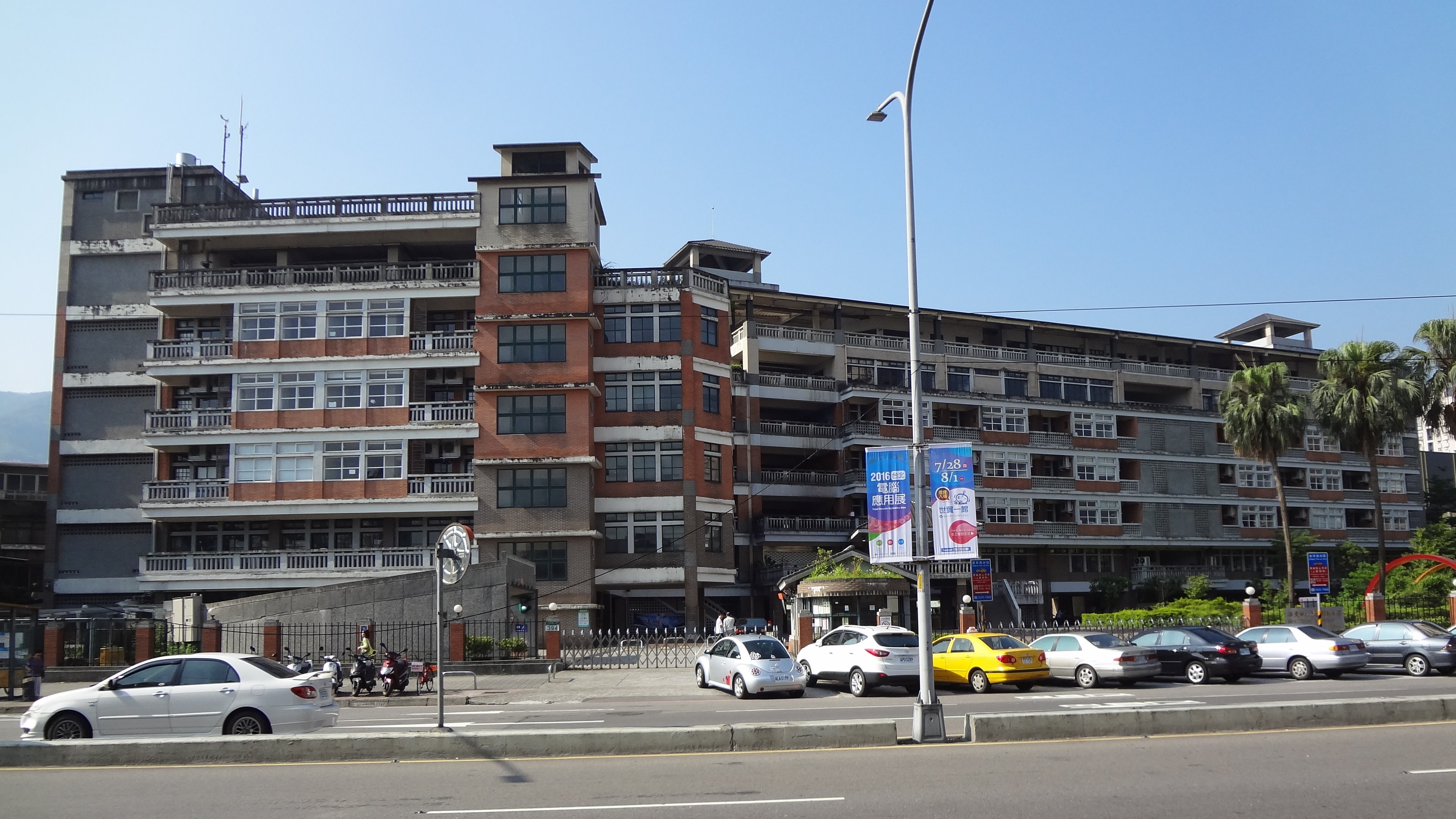
정문(2016년).

신베이시립 시즈 국민중학(新北市立汐止國民中學)은 타이완 신베이시 시즈구에 있는 1920년에 설립된 대만 북부의 시립 중학교다.